# Erica walkeri
Erica walkeri är en ljungväxtart som beskrevs av Gábor Gabriel Andreánszky. Erica walkeri ingår i släktet klockljungssläktet, och familjen ljungväxter. Utöver nominatformen finns också underarten E. w. praestans.